# ريد جونز
ريد جونز (بالإنجليزية: Reed Jones)‏ هو مصمم رقص أمريكي، ولد في 30 يونيو 1953 في بورتلاند في الولايات المتحدة، وتوفي في 19 يونيو 1989 في شيرمان أوكس في الولايات المتحدة.

## وصلات خارجية
- ريد جونز على موقع IMDb (الإنجليزية)
- ريد جونز على موقع قاعدة بيانات برودواي على الإنترنت (الإنجليزية)